# Soe Falimaua
Soe Falimaua est né le 4 avril 1982. C'est un joueur de football ayant évolué au poste de défenseur.
Falimaua a le triste honneur d'avoir fait partie de l'équipe des Samoa américaines ayant perdu 31-0 face à l'Australie. Il joue encore aujourd'hui au football au club des Pago Boys.